# Národní výbor československý

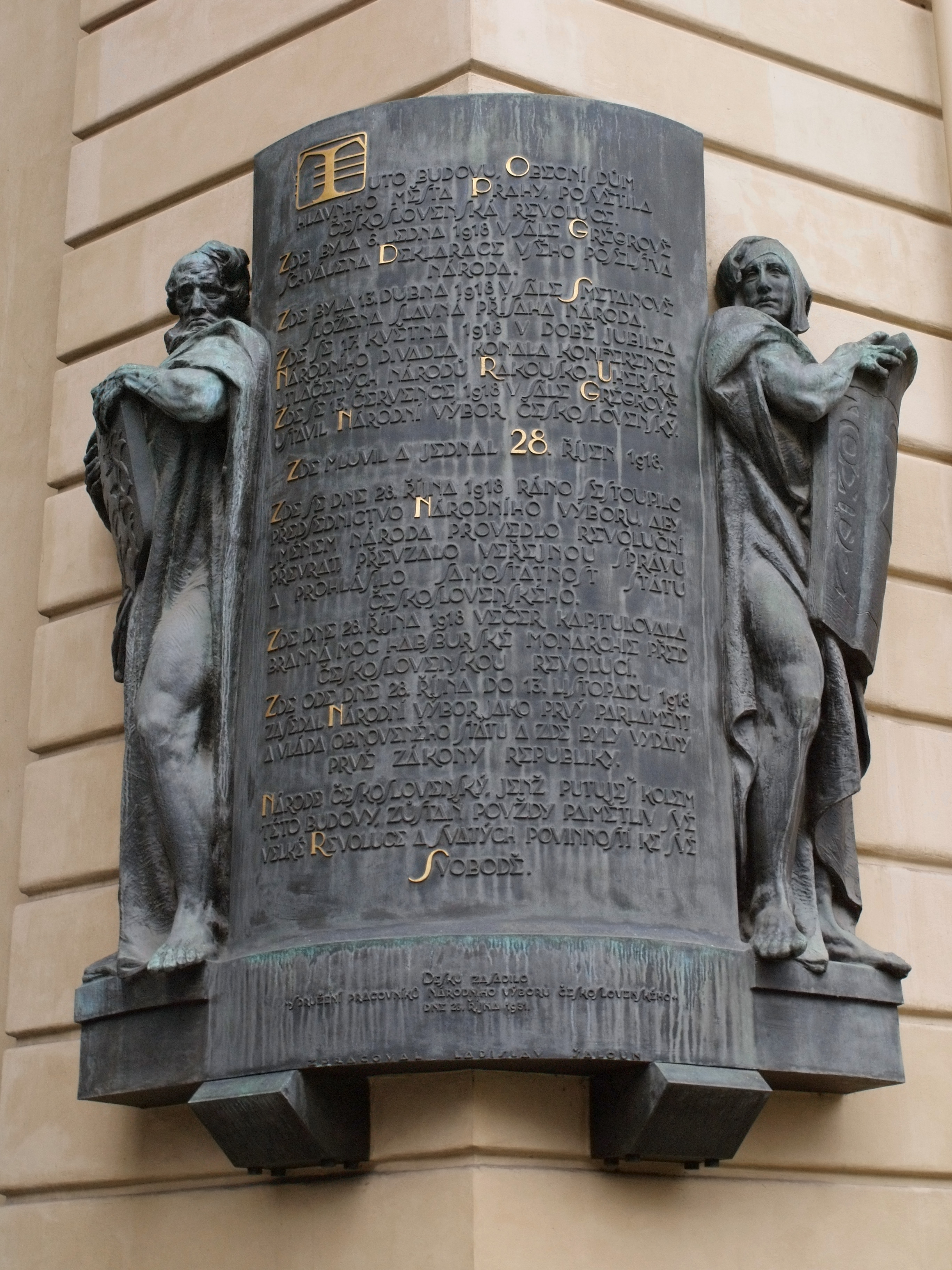
Pamětní deska od Ladislava Šalouna na Obecním domě – na místě, kde se 13. července 1918 Národní výbor československý ustavil, poté 28. října vyhlásil (resp. předsednictvo) samostatnost státu a kde do 13. listopadu zasedal a přijímal první zákony.

Národní výbor československý byl orgánem české (československé) politické reprezentace na konci první světové války. Vznikl 13. července 1918 přetvořením Národního výboru. Jeho úkolem byla příprava převzetí státní moci a vypracování zákonů nového státu.
Představitelé Národního výboru („muži 28. října“), vyhlásili dne 28. října 1918 v Praze samostatný československý stát a vydali první zákon, zákon o zřízení samostatného státu československého. Tentýž den byli do Národního výboru přibráni 4 slovenští zástupci.
14. listopadu 1918 bylo z Národního výboru vytvořeno Revoluční národní shromáždění, které předalo výkonnou moc první československé vládě Karla Kramáře, jmenované téhož dne. Ta převzala vládu od Masarykovy Prozatímní československé vlády, uznané 14. října v Paříži západními mocnostmi.

## Složení
Složení Národního výboru odpovídalo výsledkům voleb do říšské rady v roce 1911.
- Českoslovanská sociálně demokratická strana dělnická – 10 míst
- Česká strana agrární – 9 míst
- Česká státoprávní demokracie – 9 míst
- Česká strana národně sociální – 4 místa
- katolické strany – 4 místa
- Národní strana (Staročeši) – 1 místo
- Česká strana pokroková – 1 místo[2]

Složení výboru bylo doplněno o 4 členy zastupující Slovensko, celkový počet členů se tak zvyšil na 42. Německá a maďarská menšina zastoupena nebyla (stejně jako Podkarpatská Rus). Členy byli:
- Rudolf Bechyně, novinář (soc. dem.)
- Jaroslav Brabec, advokát (státoprávní dem.)
- Jaroslav Budínský, advokát (státoprávní dem.)
- Ervín Červinka, ředitel cukrovaru, předseda Katolicko-národní strany konzervativní
- Matúš Dula, advokát, finančník, předseda Slovenské národní strany a předseda Slovenské národní rady
- Cyril Dušek, novinář (pokroková)
- Gustav Habrman, novinář (soc.dem.)
- Antonín Hajn, novinář (státoprávní dem.)
- Antonín Hampl, odborář, předseda soc. dem.
- Jan Herben, spisovatel (státoprávní dem.)
- Cyril Horáček, národohospodář (agr.)
- Mořic Hruban, advokát, předseda Katolické strany národní na Moravě
- Alois Jirásek, spisovatel
- Václav Jaroslav Klofáč, novinář a předseda nár. soc.
- František Kordač, teolog (katol.)
- Karel Kramář, předseda státoprávní demokracie
- František Krejčí, filozof (nár. soc.)
- František Václav Krejčí, novinář (soc. dem.)
- Josef Svatopluk Machar, básník (pokroková)
- František Mareš (rektor), filozof (státoprávní dem.)
- Alfréd Meissner, právník (soc. dem.)
- Antonín Němec, novinář (soc. dem.)
- Adolf Prokůpek, statkář (agr.)
- Alois Rašín, advokát (státoprávní dem.)
- Josef Rotnágl, náměstek pražského primátora (státoprávní dem.)
- Josef Scheiner, starosta Svazu Slovanského sokolstva (státoprávní dem.)
- Jan Slavíček, úředník (nár. soc.)
- Kuneš Sonntag, předseda Zemské hospodářské rady pro Moravu (agr.)
- František Soukup, právník (soc. dem.)
- Otakar Srdínko, lékař (agr.)
- František Staněk, statkář, předseda moravských agrárníků a místopředseda agr. strany
- Josef Stivín, šéfredaktor deníku Právo lidu (soc. dem.)
- Jiří Stříbrný, novinář (nár. soc.)
- Jan Šrámek, teolog a předseda Moravsko-slezské křesťansko-sociální strany na Moravě
- Vavro Šrobár, lékař (Slovenská národní a rolnická strana)
- Antonín Švehla, statkář, předseda agrární strany
- Vlastimil Tusar, redaktor listu Rovnost (soc. dem.)
- František Udržal, statkář (agr.)
- Karel Vaněk, starosta Brna (soc. dem.)
- Isidor Zahradník, teolog a kněz (agr.)
- Josef Záruba-Pfeffermann, architekt, zastupoval Slovensko
- František Zíka, národohospodář (agr.)

Předsedou Národního výboru se stal Karel Kramář, místopředsedou Antonín Švehla, jednatelem František Soukup.